# Archibald Cochrane, IX conte di Dundonald
Archibald Cochrane, IX conte di Dundonald (1º gennaio 1748 – Parigi, 1º luglio 1831), è stato un nobile e inventore scozzese.

## Biografia
Era il figlio di Thomas Cochrane, VIII conte di Dundonald, e della sua seconda moglie, Jane Stuart.
Entrò a far parte dell'esercito britannico e anche nella Royal Navy prima di tornare a Culross nel 1778 dopo aver ereditato la contea da suo padre. Ereditò un titolo e delle terre ma pochi soldi, perciò per incrementare le sue fortune, si dedicò all'attività di inventore. La sua invenzione più nota è un metodo per produrre catrame dal carbone (brevettato nel 1781) su scala industriale. Il The British Tar Company investì nelle sue invenzioni ed è stato gestito da John Loudon McAdam. La sua invenzione è stata utilizzata, in parte, da una ferriera a Muirkirk e l'infiammabilità del gas di carbone sottoprodotto è stato riconosciuto ma non sfruttato. I suoi esperimenti con la produzione di soda dal sale da cucina si sono dimostrati più di successo, ma non sono stati sufficienti ad aumentare le entrate finanziarie.
Nel 1784, venne eletto membro della Royal Society of Edinburgh.
Morì il 1º luglio 1831 a Parigi e fu sepolto al cimitero di Père-Lachaise.

## Vita privata

### Primo Matrimonio
Sposò, il 17 ottobre 1774, Anne Gilchrist (?-13 ottobre 1784), figlia del capitano James Gilchrist. Ebbero tre figli:
- Thomas Cochrane, X conte di Dundonald (14 dicembre 1775-31 ottobre 1860);
- William Erskine Cochrane (1776-16 marzo 1871), sposò Mary Anne Manson, ebbero un figlio;
- Archibald Cochrane (1783-6 agosto 1829), sposò Hannah Jane Mowbray, ebbero cinque figli.

### Secondo Matrimonio
Sposò, il 12 aprile 1788, Isabella Raymond (?-1808), figlia di Samuel Raymond. Non ebbero figli.

### Terzo Matrimonio
Nel 1819 sposò Anna Maria Plowden (?-19 dicembre 1822), figlia di Francis Plowden. Ebbero una figlia:
- Lady Charlotte Georgina Dorothea Cochrane